# Атанас Илиев (просветен деец)
Вижте пояснителната страница за други личности с името Атанас Илиев.
Атанас Трифонов Илиев е български просветен деец. с псевдоними „А.Боруйски“ и „А.Б.“

## Биография
Роден е на 2 февруари 1852 година в Ески Заара (днес Стара Загора) в семейството на търговец. Учи в класното училище в Стара Загора (1857 – 1868). Учи в гимназия в Пловдив (1868 – 1869), Табор (1869 – 1871). След това се записва да учи славянска филология в Прага до 1872 г. и във Великата школа в Белград (1872 – 1873), като завършва в Прага през 1874 г. От 1874 до 1875 г. е учител в Стара Загора. Тогава участва в подготовката на Старозагорското въстание, за което е арестуван, но по-късно освободен. Живее в Цариград, където редактира в. „Ден“. Учител е във Велико Търново. През 1878 г. учителства в Горна Оряховица. Същата година изкарва курс по руски език в Пловдив. Преводач е на Сливенския губернатор. В периода 21 юли – 9 ноември 1878 г. е председател на Окръжния съвет в Елхово, а от 9 ноември 1878 до 31 май 1879 г. е Околийски началник на Елхово. Между 1879 и декември 1883 г. е секретар началник при Старозагорската префектура. От януари 1884 до ноември 1885 е префект (окръжен управител) на Стара Загора, а в периода декември 1885 – септември 1886 на Шумен. От 1888 до 1892 г. е учител в Девическата гимназия в София. Той е дългогодишен учител и директор на Девическата гимназия в родния си град (1892 – 1900; 1903 – 1905). Уредник на Сборника за народни умотворения, наука и книжнина (СбНУНК) От 1900 година е действителен член на Българското книжовно дружество, днес Българска академия на науките. По това време издава сп. „Надежда“. В периода 1895 – 1900 г. е член на висшия учебен съвет при Министерството на народното просвещение. Между 1900 и 1903 г. е началник на училищния отдел при Българската екзархия в Цариград. Депутат е в V ВНС през 1911 г. Умира на 21 февруари 1927 година.
Синът му Атанас Илиев е психолог и философ.

## Памет
На академик Атанас Илиев е наречена улица в квартал „Драгалевци“ в София (Карта).

## Творчество
- „Сборник за народни умотворения, обичаи и др. Събирани из разни български покрайнини“
- „Старобългарски речник“
- „Славянски названия с турски изговор“
- „Румънска топонимия от славянски произход“
- „Поглед върху българската нумизматика“
- „Растенията от българско фолклорно гледище“
- „Спомени“. София, 1926 г.